# Франческа да Ріміні (Рахманінов)
«Франческа да Ріміні» — опера на одну дію 2 картини з прологом та епілогом російського композитора Сергія Рахманінова , лібрето Модеста Ілліча Чайковського. Вперше поставлена у Москві 11 січня 1906 року під орудою автора. Українською опера була вперше виконана 24 червня 2019 в Будинку вчених НАНУ (переклад лібрето здійснив доктор фізико-математичних наук Максим Стріха).

## Історична та літературна основа
В основі опери — відомий історичний факт. Дочка Гвідо де Полента, правителя Равенни, Франческа чарувала незбагненою красою. У 1275 році батько видав її заміж за знатного жителя міста Ріміні Джанчотто Малатеста (близько 1240–1304), людини ззовні потворної. Мабуть, Гвідо розраховував укласти династичний союз (на це вказував у своєму коментарі до «Божественної комедії» Джованні Боккаччо). Франческа народила від свого чоловіка двох дітей, однак закохалася у його брата — Джанчотто Паоло (близько 1246 — близько 1285). Заставши коханців разом, чоловік заколов обох.

Цей історичний епізод ліг в основу епізоду V пісні «Пекла» з «Божественної комедії» Данте Аліг’єрі, а також багатьох інших музичних та літературних творів, серед яких однойменна симфонічна поема Петра Чайковського (1876), опера Е. Ф. Направника (1900) та інші. Лібрето, написане М. Чайковським початково призначалося для Миколи Римського-Корсакова і Ататолія Лядова, проте не зацікавило цих композиторів, натомість зацікавило Сергія Рахманінова у 1900 роців рік подорожі композитора до Італії. На прохання композитора М. Чайковський вніс деякі зміни до початкового варіанту, зокрема скоротив сцени, в яких розкривається історія шлюбу Франчески і Ланчотто, натомість дещо доповнив заключну сцену. Як писав С. Рахманінов з цього приводу: 
|  | «Хоча Чайковський і додав мені слів (дуже вульгарних, до речі), але їх виявилось недостатньо. Певно, він сподівався, що я повторюватиму слова, тоді б можливо і вистачило Оригінальний текст (рос.) Хотя Чайковский и прибавил мне слов (очень пошлых, кстати), но их оказалось недостаточно. Вероятно, он надеялся, что я буду повторять слова, тогда бы, может быть, и хватило» |

## Структура
«Франческа да Ріміні» — камерна опера, що наближається до оркестрової поеми і кантати, значну роль відіграє оркестр. В опері немає поділу на окремі номери, її дія розвивається безперервно. В картинах пекла, що обрамовують основну дію. Репліки героїв вплітаються в оркестрову тканину, а хор, в основному, що співає без слів, використовується в якості тембрового забарвлення.
Загальний план опери подібний до однойменної симфонічної поеми Петра Чайковського, проте є різниця у трактуванні образів. Так, якщо у Чайковського пекло виглядає вельми динамічним, то пролог Рахманіновської опери - це безнадійний фаталізм, порівнюваний з образами симфонічної поеми «Острів мертвих». Вокальні партії в порівнянні з «Скупим лицарем» - більш наспівні і мелодійно розвинені, більше місця відведено закінченим побудовам аріозного характеру. В опері розвинута система лейтмотивів, що супроводжують головних героїв.
Дві картини опери — контрастні, кожна з них дає характеристику основних героїв опери — Ланчотто і Паоло. Друга картина була нищівно розкритикована радянським музикознавцем Ю. Келдишем, який писав:
|  | Сцена Франчески і Паоло не справляє повною мірою того враження, якого прагнув композитор, через недостатньо вірний і точний вибір виразових засобів. Музика цієї сцени красива, поетична і благородна, але холоднувата за вираженням. Оригінальний текст (рос.) «сцена Франчески и Паоло не производит в полной мере того впечатления, к которому стремился композитор, из-за недостаточно верного и точного выбора выразительных средств. Музыка этой сцены красива, поэтична и благородна, но несколько холодновата по выражению |

## Синопсис
Дійові особи
- Віргілій — баритон
- Дант — тенор
- Ланчотто — баритон
- Франческа, жінка Ланчотто — сопрано
- Паоло, молодший брат Ланчотто — тенор

Сюжет
В основі сюжету опери лежали справжні історичні події XIII століття, описані Данте в «Божественній комедії». Франческа да Полента з Равенни була віддана заміж за володаря Ріміні Ланчотто Малатести, щоб покласти край давній ворожнечі між двома сім'ями. За звичаєм того часу, замість нареченого свататися в Равенну приїхав його молодший брат Паоло і Франческа, впевнена, що саме він і є її наречений, полюбила його і заприсяглася перед Богом бути йому вірною дружиною. Закохався у Франческу і сам Паоло.
Пролог. Поет Данте і Вергілій, який його супроводжує спускаються в пекло і зустрічаються з тінями грішників, серед яких головні дійові особи опери — Паоло і Франческа.
Перша картина. Ланчотто Малатеста здогадується про справжні почуття своєї дружини і, бажаючи перевірити свої підозри, розставляє пастку: він повідомляє, що їде в похід і залишає Франческу під охороною Паоло.
Друга картина. Франческа і Паоло проводять вечір в читанні книги про любов лицаря Ланселота до прекрасної Гіневри. Паоло, захоплений любовним романом, вмовляє Франческу вділити кохання і йому, і на відмову Франчески зауважує: "навіщо рай, як там жаги немає,
Коли жага бентежить кров?". Врешті Паоло таки залучає Франческу до любовних пестощів. Саме в цей час з’являється Ланчото. Спіймавши коханців на гарячому він дістає меч і вбиває обох.
Епілог Тіні Франчески і Паоло зі словами "з ти пір ми більше не читали", забирає пекельний вихор. Хор резюмує: "Немає гіршої скорботи, Як щастя дні у спогаді Вертати в нещасті..."

## Постановки
Прем'єра опери відбулася в другому відділенні вистави у Великому театрі Москви 11 січня (24 січня) 1906 року. За диригентським пультом стояв сам С. В. Рахманінов. У першому відділенні вистави прозвучала ще одна опера Рахманінова — «Скупий лицар». Виконавцями головних ролей були Г. А. Бакланов ( Ланчотто Малатеста ), Н. В. Саліна ( Франческа ), А. П. Боначіч ( Паоло ). 27 вересня 1912 року пера знову прозвучала під орудою диригента Е. А. Купера. Пізніше опера ставилась В 1973 року в Великому театрі опера була поставлена під орудою диригента М. Ермлера, в ролях: Г. Вишневська ( Франческа ), Е. Нестеренко ( Ланчотто ), А. Масленников ( Паоло ).

### Українські постановки
Український переклад цієї опери здійснив Максим Стріха. Вперше в українському перекладі опера вперше прозвучала у червні 2019 року (театралізоване виконання), режисер-постановник — Олександр Співаковський, диригент — Катерина Косецька, в ролях — Оксана Євсюкова (Франческа), Павло Бєльський (Ланчотто), Павло Зубов (Паоло), за участю хору «Anima»

## Дискографія
- тінь Вергілія - Михайло Маслов, Данте - Олександр Лаптєв, Ланчотто Малатеста - Євген Нестеренко, Франческа - Маквала Касрашвілі, Паоло - Володимир Атлантов. Хор і оркестр Великого театру СРСР, диригент Марк Ермлер. 1973.
- тінь Вергілія - Микола Решетняк, Данте - Микола Васильєв, Ланчотто Малатеста - Володимир Маторин, Франческа - Марина Лапіна, Паоло - Віталій Таращенко. Державний Академічний російський хор ім. Свєшнікова, оркестр Великого театру СРСР, диригент Андрій Чистяков. 1992.
- тінь Вергілія - Сергій Алексашкін, Данте - Ілля Левинський, Ланчотто Малатеста - Сергій Лейферкус, Франческа - Марія Гулегіна, Паоло - Сергій Ларін. Хор Гетеборзької опери, Гетеборзький симфонічний оркестр, диригент Нееме Ярві. 1996.